# Frederick Smith (Zoologe)
Frederick Smith (* 30. Dezember 1805; † 16. Februar 1879) war ein britischer Entomologe.

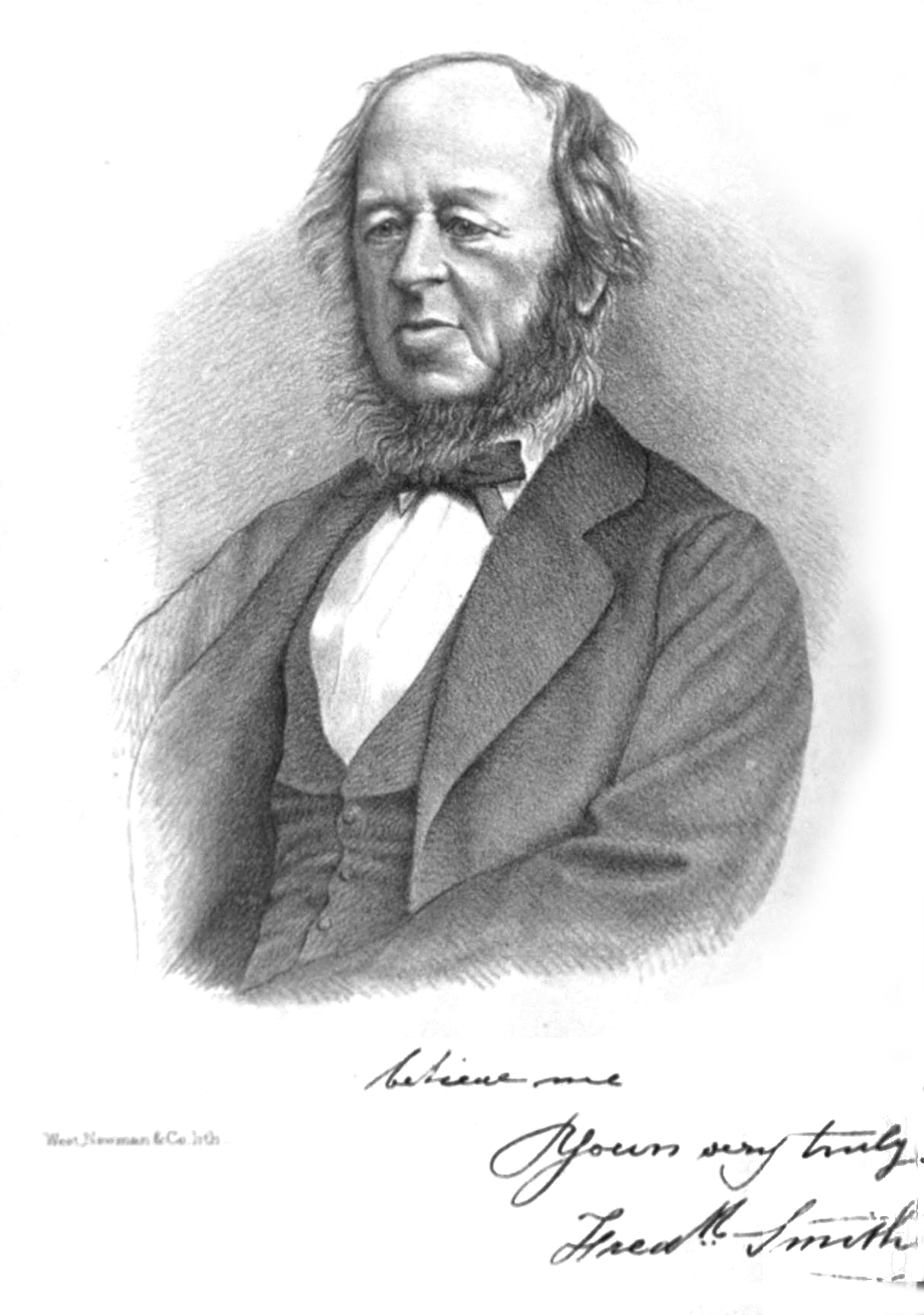

## Leben
Der gelernte Gravierer Smith arbeitete nach dem Tod von Edward Doubleday (1810–1849) als Assistent in der Abteilung „Zoologie“ des Britischen Museums ab 1849 als Spezialist für Hautflügler. Von 1875 bis zu seinem Tod arbeitete er als Seniorassistent in derselben Abteilung.
Smith war in den Jahren 1862/63 Präsident der Londoner „Gesellschaft für Entomologie“, aus der später die „Royal Entomological Society of London“ hervorging.

## Werke
- Catalogue of Hymenopterous Insects, 7 Bände, 1853–1859
- Nomenclature of Coleopterous Insects, Band 5 (1851) und Band 6 (1852)